# Norwegischer Fußballpokal der Männer 1935
Der norwegische Fußballpokal 1935 (kurz auch NM-Cup 1935 genannt) war die 34. Austragung des Fußballpokalwettbewerbs der Männer. Pokalsieger wurde Fredrikstad FK. Das Team setzte sich im Finale gegen Sarpsborg FK durch.

## 1. Runde
| Datum      |                       | Ergebnis  |                        |
| ---------- | --------------------- | --------- | ---------------------- |
| 04.08.1935 | Aalesunds FK          | 3:1       | SK Guard               |
|            | BSK 1914 Oslo         | 1:1 n. V. | Lisleby FK             |
|            | Briskebyen FL         | 1:2 n. V. | Frigg Oslo FK          |
|            | Bygdø BK              | 2:1 n. V. | SBK Drafn              |
|            | SK Djerv              | 12:10     | Eidsvåg IL             |
|            | Drøbak IF             | 1:9       | FK Ørn                 |
|            | Egersunds IK          | 0:1       | IL Brodd               |
|            | Eidsvold IF           | 3:1       | Fredensborg SBK        |
|            | Eiker SBK             | 0:0 n. V. | Glassverket IF         |
|            | SK Falk Horten        | 3:1       | Tistedalen TIF         |
|            | Flekkerøy IL          | 1:2       | SK Jarl                |
|            | Fossekallen IL        | 0:2       | Drammens BK            |
|            | Fredrikstad FK        | 10:20     | IL Frogg               |
|            | FK Fremad Lillehammer | 6:3       | Moelven IL             |
|            | Frøya IL              | 2:4       | Stavanger IF           |
|            | Geithus IL            | 0:3       | IF Skiens-Grane        |
|            | IK Grane Arendal      | 1:3 n. V. | FK Donn                |
|            | SK Hardy              | 8:0       | IL Fjell-Kameratene    |
|            | Holmestrand IF        | 1:2       | SK Gjøa                |
|            | Jevnaker IF           | 7:1       | Solberg SK             |
|            | Kapp IF               | 04:11     | Vålerenga Oslo         |
|            | Kristiansund FK       | 3:1       | IL Braatt              |
|            | Kvik Halden FK        | 2:0       | Borre IF               |
|            | FK Kvik Trondheim     | 6:3       | Tynset IF              |
|            | Langesund IF          | 0:4       | Odds BK                |
|            | Larvik Turn           | 7:2       | Gresvik IF             |
|            | Lillestrøm SK         | 5:0       | Haga IF                |
|            | SFK Lyn Oslo          | 7:0       | Sparta Drammen         |
|            | Minde IL              | 1:9       | Brann Bergen           |
|            | Mjøndalen IF          | 4:0       | Kongsten IF            |
|            | Moss FK               | 5:1       | Holmen IF              |
|            | Neset FK              | 5:1       | IF Rollo               |
|            | Nydalens SK           | 6:0       | Gleng FK               |
|            | Orkanger IF           | 2:6       | SK Brage               |
|            | IF Pors               | 4:0       | IF Tønsberg-Kameratene |
|            | Ranheim IL            | 6:1       | IL Blink               |
|            | SK Rapp               | 0:4       | SK Freidig             |
|            | Raufoss IL            | 8:0       | Stange SK              |
|            | Rjukan IL             | 2:3       | Vikersund IF           |
|            | SK Rollon             | 3:1       | IL Hødd                |
|            | Roy IL                | 2:2 n. V. | IF Liv                 |
|            | Sandefjord BK         | 1:5       | IF Borg                |
|            | Selbak TIF            | 6:1       | SFK Trygg Oslo         |
|            | Skiens BK             | 3:2       | Berger IL              |
|            | SBK Skiold            | 3:1       | Åmot IF                |
|            | Skotfoss TIF          | 1:2       | Fram Larvik            |
|            | Skreia IL             | 1:5       | FK Lyn                 |
|            | SK Snøgg              | 4:1       | Vestfossen IF          |
|            | Sørumsand IL          | 00:10     | Sarpsborg FK           |
|            | Stabæk IF             | 2:1       | Dæhlenengen SBK        |
|            | Start Kristiansand    | 3:1       | Urædd FK               |
|            | Steinkjer FK          | 16:00     | Spillum IL             |
|            | Storms BK             | 2:0       | Kongsberg IF           |
|            | Strømsgodset IF       | 1:1 n. V. | SK Kampørn             |
|            | IL Sverre             | 2:1       | Rosenborg Trondheim    |
|            | Tønsbergs TF          | 3:1       | Rolvsøy IF             |
|            | Torp IF               | 0:2       | Sandaker SFK           |
|            | SK Ulf                | 3:1 n. V. | Årstad IL              |
|            | Ullensaker IL         | 1:1 n. V. | Hamar IL               |
|            | Vardal IF             | 3:4       | Strømmen IF            |
|            | SK Vard Haugesund     | 11:20     | Etne IL                |
|            | Veblungsnes FK        | 1:3       | Clausenengen FK        |
|            | FK Vigør              | 1:2       | FK Mandalskameratene   |
|            | Viking Stavanger      | 3:1       | Ålgård FK              |

### Wiederholungsspiele
| Datum      |                 | Ergebnis  |                 |
| ---------- | --------------- | --------- | --------------- |
| 11.08.1935 | Glassverket IF  | 1:2       | Eiker SBK       |
|            | Hamar IL        | 5:0       | Ullensaker IL   |
|            | SK Kampørn      | 2:2 n. V. | Strømsgodset IF |
|            | Lisleby FK      | 4:1       | BSK 1914 Oslo   |
|            | IF Liv          | 2:1       | Roy IL          |
| 14.08.1935 | Strømsgodset IF | 3:0       | SK Kampørn      |

## 2. Runde
| Datum      |                       | Ergebnis  |                      |
| ---------- | --------------------- | --------- | -------------------- |
| 18.08.1935 | IF Borg               | 3:0       | Bygdø BK             |
|            | SK Brage              | 3:5 n. V. | Aalesunds FK         |
|            | IL Brodd              | 1:0       | Brann Bergen         |
|            | Clausenengen FK       | 0:2       | Raufoss IL           |
|            | SK Djerv              | 1:2       | Viking Stavanger     |
|            | FK Donn               | 0:5       | Larvik Turn          |
|            | Drammens BK           | 2:2 n. V. | Storms BK            |
|            | Fram Larvik           | 7:1       | Eiker SBK            |
|            | FK Fremad Lillehammer | 5:3       | Sandaker SFK         |
|            | Frigg Oslo FK         | 7:3       | Lillestrøm SK        |
|            | SK Gjøa               | 4:6       | SK Falk Horten       |
|            | FK Lyn                | 1:1 n. V. | Strømsgodset IF      |
|            | Hamar IL              | 0:4       | Moss FK              |
|            | FK Kvik Trondheim     | 1:2       | Neset FK             |
|            | Lisleby FK            | 2:1       | Jevnaker IF          |
|            | IF Liv                | 2:0       | SBK Skiold           |
|            | Nydalens SK           | 1:2       | Selbak TIF           |
|            | Odds BK               | 2:1       | Start Kristiansand   |
|            | FK Ørn                | 10:10     | Skiens BK            |
|            | IF Pors               | 3:0       | SK Snøgg             |
|            | SK Rollon             | 2:2 n. V. | Kristiansund FK      |
|            | Sarpsborg FK          | 3:0       | Stabæk IF            |
|            | IF Skiens-Grane       | 0:6       | SFK Lyn Oslo         |
|            | Stavanger IF          | 6:0       | FK Mandalskameratene |
|            | Steinkjer FK          | 2:4       | Ranheim IL           |
|            | Strømmen IF           | 3:5       | Kvik Halden FK       |
|            | IL Sverre             | 3:3 n. V. | SK Freidig           |
|            | Tønsbergs TF          | 1:0       | Mjøndalen IF         |
|            | SK Ulf                | 1:3       | SK Hardy             |
|            | Vålerenga Oslo        | 3:1       | Eidsvold IF          |
|            | SK Vard Haugesund     | 2:5       | SK Jarl              |
|            | Vikersund IF          | 0:5       | Fredrikstad FK       |

### Wiederholungsspiele
| Datum      |                 | Ergebnis  |             |
| ---------- | --------------- | --------- | ----------- |
| 25.08.1935 | SK Freidig      | 4:1       | IL Sverre   |
|            | Kristiansund FK | 1:2 n. V. | SK Rollon   |
|            | Storms BK       | 0:1       | Drammens BK |
|            | Strømsgodset IF | 0:1       | FK Lyn      |

## 3. Runde
| Datum      |                  | Ergebnis  |                       |
| ---------- | ---------------- | --------- | --------------------- |
| 01.09.1935 | Aalesunds FK     | 5:1       | FK Lyn                |
|            | IF Borg          | 3:5 n. V. | Sarpsborg FK          |
|            | Drammens BK      | 3:1       | FK Ørn                |
|            | SK Falk Horten   | 1:2       | Vålerenga Oslo        |
|            | Fredrikstad FK   | 9:0       | SK Rollon             |
|            | SK Freidig       | 1:2       | Fram Larvik           |
|            | SK Hardy         | 1:0       | Tønsbergs TF          |
|            | Kvik Halden FK   | 1:4       | Lisleby FK            |
|            | Larvik Turn      | 2:4       | IF Pors               |
|            | SFK Lyn Oslo     | 4:0       | FK Fremad Lillehammer |
|            | Moss FK          | 4:1       | Neset FK              |
|            | Ranheim IL       | 2:3       | Neset FK              |
|            | Raufoss IL       | 3:0       | IF Liv                |
|            | Selbak TIF       | 3:1       | Frigg Oslo FK         |
|            | Stavanger IF     | 2:1       | SK Jarl               |
|            | Viking Stavanger | 4:0       | IL Brodd              |

## 4. Runde
| Datum      |                | Ergebnis  |                  |
| ---------- | -------------- | --------- | ---------------- |
| 15.09.1935 | Fram Larvik    | 1:1 n. V. | SFK Lyn Oslo     |
|            | SK Hardy       | 3:0       | Moss FK          |
|            | Lisleby FK     | 5:4       | Aalesunds FK     |
|            | Neset FK       | 1:2 n. V. | Drammens BK      |
|            | Odds BK        | 4:2       | Selbak TIF       |
|            | Sarpsborg FK   | 6:1       | Raufoss IL       |
|            | Stavanger IF   | 0:7       | Fredrikstad FK   |
|            | Vålerenga Oslo | 0:1       | Viking Stavanger |

### Wiederholungsspiel
| Datum      |              | Ergebnis |             |
| ---------- | ------------ | -------- | ----------- |
| 18.09.1935 | SFK Lyn Oslo | 3:1      | Fram Larvik |

## Viertelfinale
| Datum      |                  | Ergebnis  |              |
| ---------- | ---------------- | --------- | ------------ |
| 29.09.1935 | Drammens BK      | 0:4       | SK Hardy     |
|            | Fredrikstad FK   | 3:1       | Odds BK      |
|            | SFK Lyn Oslo     | 3:3 n. V. | Sarpsborg FK |
|            | Viking Stavanger | 7:0       | Lisleby FK   |

### Wiederholungsspiel
| Datum      |              | Ergebnis |              |
| ---------- | ------------ | -------- | ------------ |
| 06.10.1935 | Sarpsborg FK | 4:1      | SFK Lyn Oslo |

## Halbfinale
| Datum      |              | Ergebnis |                  |
| ---------- | ------------ | -------- | ---------------- |
| 06.10.1935 | SK Hardy     | 0:3      | Fredrikstad FK   |
| 13.10.1935 | Sarpsborg FK | 2:1      | Viking Stavanger |

## Finale
| Fredrikstad FK                                    | Fredrikstad FK | Sarpsborg FK | Sarpsborg FK |
| ------------------------------------------------- | --- | --- | ------------ |
| Fredrikstad FK                                    | \| Finale \| \| 20. Oktober 1935 in Sarpsborg (Sarpsborg-Stadion) \| \| Ergebnis: 4:0 (1:0) \| \| Zuschauer: 15.200 \| \| Schiedsrichter: Thoralf Christiansen \| \| Spielbericht \| | \| Finale \| \| 20. Oktober 1935 in Sarpsborg (Sarpsborg-Stadion) \| \| Ergebnis: 4:0 (1:0) \| \| Zuschauer: 15.200 \| \| Schiedsrichter: Thoralf Christiansen \| \| Spielbericht \| | Sarpsborg FK |
| Fredrikstad FK                                    | Georg Schuster – Rolf Johannessen, Kjell Pettersen – Gunnar Andreassen, Håkon Johansen, Morten Pettersen – Finn Johannesen, Sten Moe, Knut Brynildsen, Arne Børresen, Arne Ileby     | | Sarpsborg FK |
| Fredrikstad FK                                    | 1:0 Arne Ileby (15.) 2:0 Arne Børresen (55.) 3:0 Knut Brynildsen (85.) 4:0 Knut Brynildsen (86.)                                                                                     | | Sarpsborg FK |
| Finale                                            | | |              |
| 20. Oktober 1935 in Sarpsborg (Sarpsborg-Stadion) | | |              |
| Ergebnis: 4:0 (1:0)                               | | |              |
| Zuschauer: 15.200                                 | | |              |
| Schiedsrichter: Thoralf Christiansen              | | |              |
| Spielbericht                                      | | |              |